# Naarda melanommoides
Naarda melanommoides is een vlinder uit de familie spinneruilen (Erebidae). De wetenschappelijke naam is voor het eerst geldig gepubliceerd in 2005 door Martin Krüger.
De soort komt voor in het Afrotropisch gebied.

## Type
- holotype: "male, 14.I.1992. leg. N.J. Duke. genitalia slide no. 14599"
- instituut: TMSA, Pretoria (Zuid-Afrika)
- typelocatie: "Lesotho, Maloti Mountains, Oxbow, 2530 m"